# 徳大寺公保
徳大寺 公保（とくだいじ きんやす）は、平安時代後期の公卿。左大臣・徳大寺実能の三男。官位は正二位・権大納言。

## 経歴
以下、『公卿補任』と『尊卑分脈』の内容に従って記述する。
- 保延2年（1136年）1月6日、従五位下[1]。
- 保延5年（1139年）1月24日、侍従。
- 康治3年（1144年）1月5日、従五位上。
- 久安5年（1149年）3月13日、正五位下[2]。同年4月15日、右近衛権少将。
- 久安6年（1150年）1月29日、備中権介を兼ねる。同年3月14日、皇后宮権亮を兼ねる。
- 久安7年（1151年）1月6日、従四位下。
- 仁平元年（1151年）2月21日、権亮を辞す。同年7月27日、左近衛権少将。
- 仁平2年（1152年）1月3日、従四位上（行幸時の院の賞。統子内親王給。）。
- 久寿2年（1155年）1月6日、正四位下[3]。
- 保元元年（1156年）9月17日、右近衛権中将。同年11月28日、皇太后宮権大夫を兼ねる。
- 保元2年（1157年）8月3日、禁色。10月27日、従三位[4]。中将を止めるが、皇太后宮権大夫は元の如し。
- 保元3年（1158年）2月3日、太皇太后宮権大夫。同年11月27日、右兵衛督。同年12月17日、正三位[5]。
- 永暦元年（1160年）2月28日、参議。太皇太后宮権大夫は元の如し。同日、右兵衛督から左兵衛督に転任。
- 応保元年（1161年）1月23日、伊予権守を兼ねる。
- 応保2年（1162年）10月28日、右衛門督。
- 長寛3年（1165年）1月23日、権中納言。太皇太后宮権大夫、右衛門督は元の如し。同年4月1日、検非違使別当に補されるが、8月17日には右衛門督と検非違使別当を辞した[6]。
- 永万2年（1166年）7月5日、勅授を許される。同年10月21日、太皇太后宮大夫。
- 仁安2年（1167年）1月28日、従二位。同年2月11日、権大納言。太皇太后宮大夫は元の如し。
- 嘉応2年（1170年）1月7日、正二位[7]。安元2年（1176年）、権大納言を辞退し8月13日に出家[8]。9月27日、薨去。享年45。

## 系譜
- 父：徳大寺実能（1096-1157）
- 母：廊御方 - 藤原通季の娘
- 妻：不詳
  - 男子：徳大寺実保
  - 男子：徳大寺隆保
  - 男子：徳大寺実基
  - 男子：徳大寺実進
  - 女子：松殿基房室
  - 女子：坊門信清室